# Langues ngero-vitiaz
Les langues Ngero-Vitiaz sont un groupe de 43 langues de Nouvelle-Guinée du Nord, qui font partie des langues océaniennes.
Elles comprennent les langues suivantes :
- Langues Ngero :
  - les langues bariai :
    - bariai
    - kove
    - lusi
    - malalamai

  - les langues tuam :
    - gitua
    - mutu
- Langues Vitiaz :
  - les langues bel :
    - les langues Astrolabe :
      - awad bing
      - mindiri (en)
      - wab (en)

    - les langues bel proprement dites : 
      - du Nord :
        - gedaged
        - takia
        - bil bil (en)

      - du Sud :
        - maleu-kilenge

  - les langues korap  :
    - arop-lokep
    - karnai (en)
    - malasanga (en)

  - les langues mangap-mbula :
    - mbula

  - les langues mengen :
    - lote
    - mamusi (en)
    - mengen

  - les langues Roinji-Nenaya :
    - mato
    - ronji

  - le sio
- les langues de Nouvelle-Bretagne du Sud-Est :
  - Amara (1) :
    - amara

  - Arawe-Pasismanua (14) :
    - Arawe (9)
    - Pasismanua (5) : kaulong, …

  - Bibling (2) : lamogai, mouk-aria
- Tami (1) : tami